# Toque (sport)

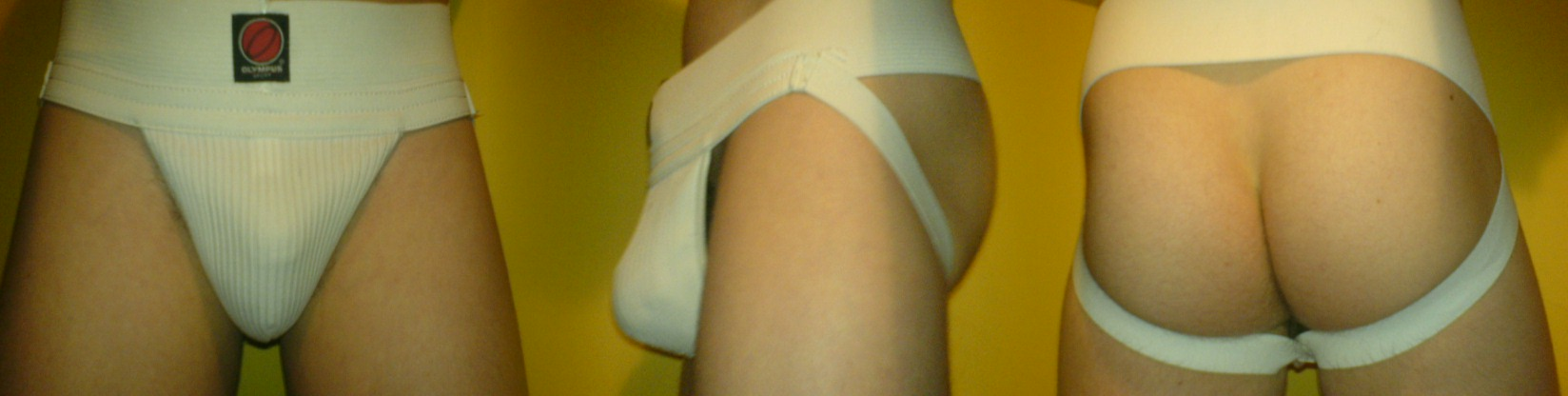
Een toque van verschillende hoeken

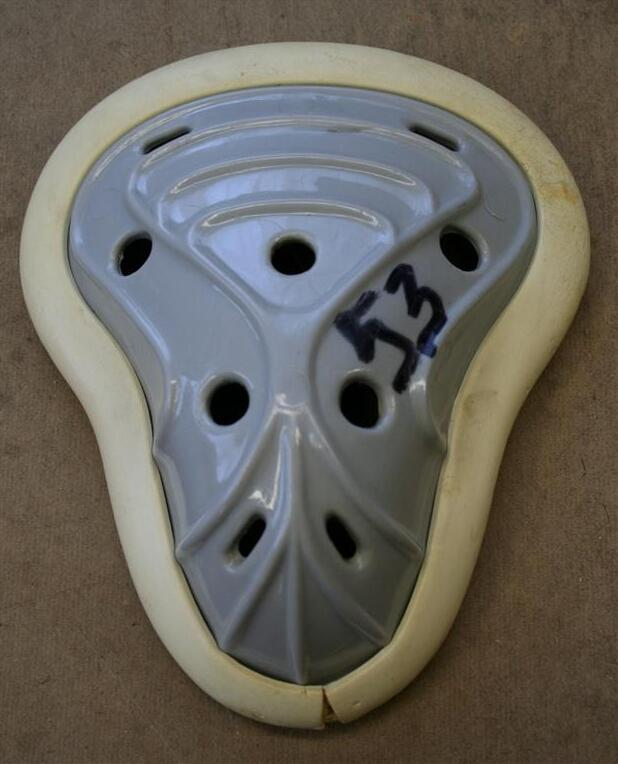

Een toque is een harde beschermplaat, die bij verschillende sporten wordt gebruikt door mannen om hun penis en testikels te beschermen.
Er bestaan houten, plastic en metalen toques. Een toque kan gedragen worden in combinatie met andere vormen van onderbuikbeschermers. Een toque wordt ook door vrouwen gebruikt om het kruis te beschermen. 
Motorcrossers gebruiken ook een toque omdat ze over ruig terrein rijden en bij een ongeluk tegen hun tankdop aan kunnen schieten. Verder wordt een toque gebruikt bij balsporten zoals: cricket, handbal, hockey, honkbal, lacrosse, softbal, baseball en waterpolo. Ook bij vechtsporten wordt een toque gebruikt, waaronder boksen, karate, kickboksen, krav maga, pencak silat, thaiboksen, schermen en taekwondo.